# Paralaxita laocoön
Paralaxita laocoön är en fjärilsart som beskrevs av De Nicéville 1894. Paralaxita laocoön ingår i släktet Paralaxita och familjen Riodinidae. Inga underarter finns listade i Catalogue of Life.